# Jesus Christ Superstar (альбом)
Jesus Christ Superstar — альбом-мюзикл 1970 року Ендрю Ллойда Веббера та Тіма Райса, на основі якого була створена однойменна рок-опера 1971 року. Спочатку, не маючи можливості отримати підтримку для сценічної постановки, композитори випустили її як альбом, успіх якого призвів до сценічних постановок. Альбом-мюзикл являє собою музичну інсценізацію останнього тижня життя Ісуса Христа, починаючи з його входу в Єрусалим і закінчуючи розп'яттям. Спочатку BBC заборонила його за «блюзнірство». До 1983 року альбом розійшовся тиражем понад сім мільйонів копій по всьому світу.

## Список композицій
Усі композиції написані Тімом Райсом (лібрето) та Ендрю Ллойдом Веббером (музика).
| Перша сторона | Перша сторона                              | Перша сторона |
| #             | Назва                                      | Тривалість    |
| ------------- | ------------------------------------------ | ------------- |
| 1.            | «Overture»                                 | 4:00          |
| 2.            | «Heaven on Their Minds»                    | 4:23          |
| 3.            | «What's the Buzz/Strange Thing Mystifying» | 4:13          |
| 4.            | «Everything's Alright»                     | 4:36          |
| 5.            | «This Jesus Must Die»                      | 5:11          |

| Друга сторона | Друга сторона                     | Друга сторона |
| #             | Назва                             | Тривалість    |
| ------------- | --------------------------------- | ------------- |
| 1.            | «Hosanna»                         | 2:09          |
| 2.            | «Simon Zealotes/Poor Jerusalem»   | 4:49          |
| 3.            | «Pilate's Dream»                  | 1:28          |
| 4.            | «The Temple»                      | 4:43          |
| 5.            | «Everything's Alright (reprise)»  | 0:34          |
| 6.            | «I Don't Know How to Love Him»    | 3:41          |
| 7.            | «Damned for All Time/Blood Money» | 4:36          |

| Третя сторона | Третя сторона                     | Третя сторона |
| #             | Назва                             | Тривалість    |
| ------------- | --------------------------------- | ------------- |
| 1.            | «The Last Supper»                 | 7:10          |
| 2.            | «Gethsemane (I Only Want to Say)» | 5:33          |
| 3.            | «The Arrest»                      | 3:24          |
| 4.            | «Peter's Denial»                  | 1:27          |
| 5.            | «Pilate and Christ»               | 2:46          |
| 6.            | «King Herod's Song»               | 3:02          |

| Четверта сторона | Четверта сторона                                | Четверта сторона |
| #                | Назва                                           | Тривалість       |
| ---------------- | ----------------------------------------------- | ---------------- |
| 1.               | «Judas' Death»                                  | 4:17             |
| 2.               | «Trial Before Pilate (Including the 39 Lashes)» | 5:13             |
| 3.               | «Superstar»                                     | 4:16             |
| 4.               | «The Crucifixion»                               | 4:04             |
| 5.               | «John Nineteen Forty-One»                       | 2:10             |